# La Catedral
Cet article concerne une prison. Pour la pièce de musique, voir Agustín Barrios Mangoré.
La Catedral est une ancienne prison qui surplombait la ville de Medellín en Colombie.

## Histoire

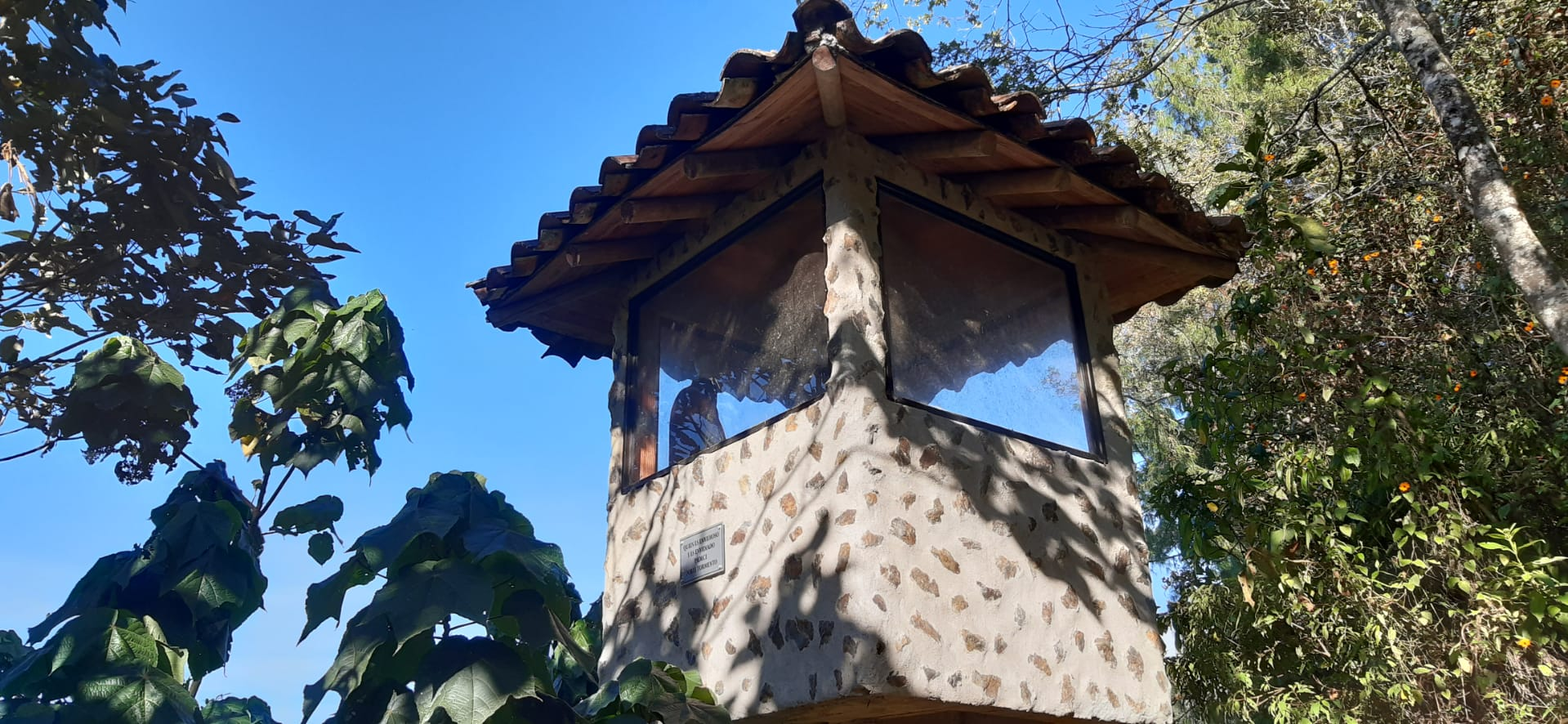
La tour de guet de la Cathédrale à Medellin

La prison est construite en tenant compte des spécifications imposées par Pablo Escobar, à la tête du cartel de Medellín, à la suite d'un accord passé en 1991 avec le gouvernement colombien. Il avait été convenu qu'Escobar se soumettrait aux autorités et subirait une peine de 5 ans maximum à condition que le gouvernement colombien ne l'extrade pas aux États-Unis. En plus d'avoir conçu sa prison, Escobar eut le droit de choisir ses propres gardes. Il aurait choisi ceux qu'il jugeait les plus loyaux. On pense aussi que la prison a été conçue pour protéger Escobar des tentatives de meurtre de ses ennemis, plutôt que pour le garder enfermé.  
Une fois la prison terminée, elle fut souvent surnommée « Hôtel Escobar » ou encore « Club Medellín », du fait de ses aménagements. Elle comportait un terrain de football, une maison de poupée géante, un bar, un jacuzzi et une cascade. Escobar possédait aussi un télescope qui lui permettait d'observer la ville de Medellín en contrebas et la résidence de sa fille lorsqu'il lui parlait au téléphone.
Selon PBS, bien que le gouvernement fût prêt à feindre d'ignorer qu'Escobar continuait son trafic de drogue, l'accord a été rompu après qu'il a été soupçonné d'avoir fait torturer et tuer quatre de ses lieutenants dans la Catedral. Le gouvernement colombien décida de mettre Escobar dans une prison standard, ordre qu'Escobar refusa. En juillet 1992, après un an et un mois d'incarcération, Escobar s’échappa une fois de plus. L'armée nationale colombienne encerclait les bâtiments, mais on dit qu'Escobar est simplement sorti par la porte de derrière. La chasse à l'homme qui s'ensuivit mobilisa une unité de 600 soldats, spécifiquement entraînés par la « Delta Force » des États-Unis, nommée « Bloc de recherche » et dirigée par le Colonel Hugo Martinez (en).
Escobar fut tué un an plus tard, le 2 décembre 1993, lors d'une fusillade avec des membres du « Bloc de recherche », lorsqu'on le découvrit caché dans un « barrio » (quartier) de classe moyenne de Medellín.
En 2007, la Catedral a été convertie en monastère bénédictin,,[réf. souhaitée].